# Пливање на Летњим олимпијским играма 1904 — 100 јарди леђно за мушкарце
Пливачака дисциплина 100 јарди (91,44 м) леђно за мушкарце била је једна од десет пливачких дисциплина на програму Летњих олимпијских игара 1904. у Сент Луису. Пошто је ово било једино пливачко такмичење у историји олимпијског пливања у којем су се поједине деонице мериле у јардима, то је и ова дисциплина први и једини пут била на олимпијском програму.
Такмичење је одржано 7. септембра 1904. Учествовала су шест пливача из 2 земље.

## Земље учеснице
- Немачка (3)
- САД (3)

## Победници
|                      |                       |                          |
| Валтер Брак, Немачка | Георг Хофман, Немачка | Георг Цахаријас, Немачка |

## Финале
Због малог броја учесника није било предтакмичења, па су сва шесторица директно учествовали у финалу.
|     | Валтер Брак,             | 1:16,8 |
|     | Георг Хофман, Немачка    | неп.   |
|     | Георг Цахаријас, Немачка | неп.   |
| 4.  | William Orthwein, САД    | неп.   |
| 5-6 | Edwin Swatek , САД       | неп.   |
| 5-6 | Дејвид Хамонд, САД       | неп.   |